# 千年町駅
千年町駅（ちとせまちえき）は、北海道夕張市鹿島千年町にあった三菱石炭鉱業大夕張鉄道線の駅（廃駅）である。大夕張鉄道線の路線短縮に伴い1973年に廃止された。

## 歴史
- 1950年（昭和25年）11月1日：千年町停留場として開業、駅舎建設社内線旅客取扱。(千)大夕張として乗車券を発売。大夕張駅管理の停留所で、駅長は置かれなかった。
- 1952年（昭和27年）3月15日：大夕張駅扱いとして連絡乗車券を発売。
- 1960年（昭和35年）3月21日：停留所から駅に昇格し、千年町駅として運賃設定し乗車券発売同時に連絡取扱開始。
- 1973年（昭和48年）12月16日：南大夕張駅 - 大夕張炭山駅間廃止により廃駅。

## 駅構造
単式ホーム1面1線を有する地上駅であった。山小屋風の駅舎が住民に親しまれた。

## 廃止後
廃止後間もなく駅施設は撤去された。駅前は市街地であり、夕張千年郵便局や夕張警察署鹿島南警察官駐在所（千年町交番）が置かれ、駅廃止後も存続していた。2014年3月、夕張シューパロダムの試験湛水開始により駅前は大方水没したが、駅跡に水は及んでいない。湛水前の時点で既に駅の痕跡はなくなっており、野に還っていた。

## 隣の駅
三菱石炭鉱業
大夕張鉄道線
明石町駅 - 千年町駅 - 大夕張駅